# Then Came You
«Then Came You» es una canción de la cantante estadounidense Dionne Warwicke y el grupo vocal estadounidense The Spinners. Se lanzó en julio de 1974 como sencillo y alcanzó la posición número uno en los Estados Unidos.

## Recepción de la crítica
Un escritor no especificado de Record World le otorgó el certificado de “Hit of the Week”, y describió la canción como “una forma ganadora para que ambas súper atracciones crezcan en prestigio y estatus en las listas”. Un escritor no especificado de Cash Box declaró: “El gran arreglo, tanto musical como vocalmente, coincide con la interpretación. Si te preguntas cuál será el éxito Summer-74, aquí lo tienes”.

## Lista de canciones
7-inch single – Atlantic 45-3029
1. «Then Came You» – 3:53
2. «Just as Long as We Have Love» – 4:00

## Posicionamiento
| Gráfica (1974)                              | Pico de posición |
| ------------------------------------------- | ---------------- |
| Australia (Kent Music Report)               | 59               |
| Canadá (RPM Top Singles)                    | 7                |
| Canadá (RPM Pop Music Playlist)             | 6                |
| Estados Unidos (Billboard Hot 100)          | 1                |
| Estados Unidos (Billboard Easy Listening)   | 7                |
| Estados Unidos (Billboard Hot Soul Singles) | 2                |
| Estados Unidos (Cash Box Top 100 Singles)   | 1                |
| Países Bajos (Single Top 100)               | 28               |
| Quebec (ADISQ)                              | 18               |

### Gráfica de fin de año
| Gráfica (1974)                            | Pico de posición |
| ----------------------------------------- | ---------------- |
| Australia (Kent Music Report)             | 178              |
| Canadá (RPM Top Singles)                  | 40               |
| Estados Unidos (Billboard Hot 100)        | 46               |
| Estados Unidos (Cash Box Top 100 Singles) | 41               |

## Certificaciones y ventas
| País                                                     | Certificación | Ventas   |
| -------------------------------------------------------- | ------------- | -------- |
| Estados Unidos (RIAA)                                    | Oro           | 500 000* |
| *cifras de ventas basadas únicamente en la certificación |               |          |